# عبد الرحمن فهد كميل
عبد الرحمن فهد كميل هو لاعب كرة قدم كويتي يشغل مركز حارس مرمى، ويلعب مع نادي الكويت في الدوري الكويتي الممتاز.

## المسيرة الرياضية
يبلغ طلال من العمر 24 عامًا ويُشارك مع نادي الكويت في البطولة المحلية.
في فبراير 2017، قررت لجنة الانضباط بالاتحاد الكويتي لكرة القدم إيقاف اللاعبين عبدالرحمن فهد كميل وإبراهيم فهد كميل 4 مباريات مع غرامة مالية قدرها 400 دينار، بعد الأحداث التي شهدتها مباراة العربي والكويت في دوري الأشبال بتاريخ 18 فبراير.
في مايو 2018، ضُمّ لقائمة منتخب الشباب

## المنتخب الوطني
في 11 مارس 2019، استدعاه الجهاز الفني لمنتخب الكويت للشباب، مع 23 لاعب لمواجهة أكاديمية أسباير، يوم 15 مارس، على ملعب التضامن، ضمن التحضيرات لتصفيات كأس آسيا.
في مارس 2023، اختاره الجهاز الفني لمنتخب الكويت الأولمبي لكرة القدم ضمن قائمة الفريق المشارك في منافسات النسخة السادسة من البطولة الودية الدولية المقرّرة في قطر خلال الفترة من 20 إلى 29 مارس 2023.
في نوفمبر 2023، ضُمّ لقائمة منتخب الكويت لكرة القدم للعب التصفيات المؤهلة لنهائيات كأس العالم 2026 بالولايات المتحدة الأميركية والمكسيك وكندا، وكذلك كأس آسيا 2027 بالسعودية.